# 꼬리 날개

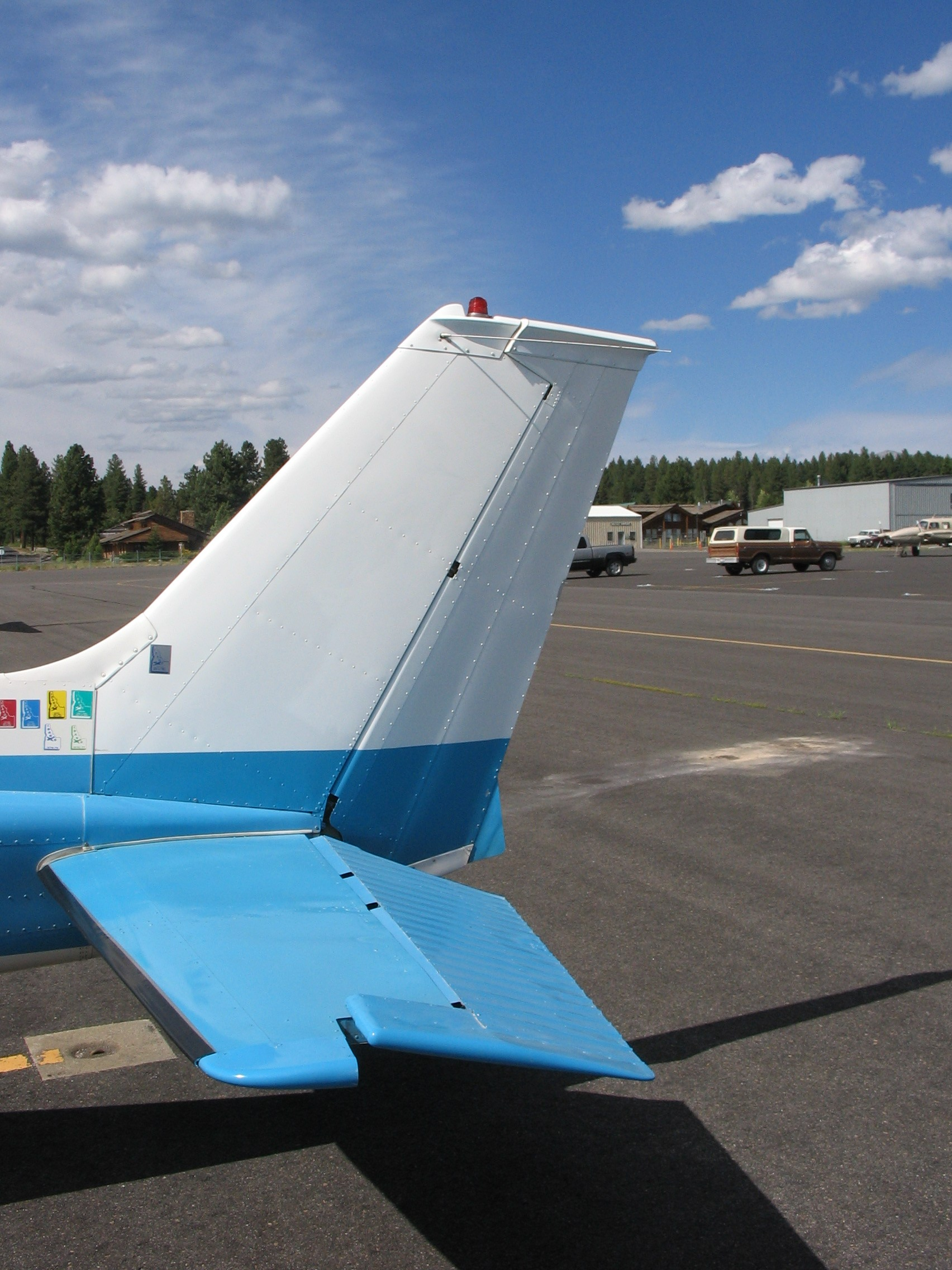
꼬리 날개

꼬리 날개 또는 미익(尾翼)은 항공기의 후방 부분으로, 수직 꼬리 날개와 수평 꼬리 날개가 장착된다. 화살깃이 화살의 흔들림을 줄여 안정적으로 날아가도록 하는 것처럼, 꼬리 날개가 항공기에 안정성을 준다.

## 같이 보기
- 삼발 제트기
- S덕트